# Lux (revista fotográfica)
Lux (1916 - 1922) fue una revista española de fotografía editada en Barcelona.
La revista se publicó en Barcelona convirtiéndose en una de las revistas fotográficas más influyentes en el primer tercio del siglo XX. Estaba coordinada por Josep Noria Valadrón y dirigida por Rafael Areñas y como todas las revistas de su época influida por la corriente pictorialista.
Se publicaba con periodicidad mensual y con contenidos relativos a la fotografía artística. Desde 1919 fue el órgano oficial de la «Unión Fotográfica de Barcelona» que fue una asociación creada por Joan Vilatobà, Areñas y Claudi Carbonell, por lo que se incluyeron más contenidos empresariales y laborales dirigidos a los fotógrafos profesionales.